# Suu Morishita
 (février 2024).
La mise en forme du texte ne suit pas les recommandations de Wikipédia : il faut le « wikifier ».
Les points d'amélioration suivants sont les cas les plus fréquents. Le détail des points à revoir est peut-être précisé sur la page de discussion.
- Les titres sont pré-formatés par le logiciel. Ils ne sont ni en capitales, ni en gras.
- Le texte ne doit pas être écrit en capitales (les noms de famille non plus), ni en gras, ni en italique, ni en « petit »…
- Le gras n'est utilisé que pour surligner le titre de l'article dans l'introduction, une seule fois.
- L'italique est rarement utilisé : mots en langue étrangère, titres d'œuvres, noms de bateaux, etc.
- Les citations ne sont pas en italique mais en corps de texte normal. Elles sont entourées par des guillemets français : « et ».
- Les listes à puces sont à éviter, des paragraphes rédigés étant largement préférés. Les tableaux sont à réserver à la présentation de données structurées (résultats, etc.).
- Les appels de note de bas de page (petits chiffres en exposant, introduits par l'outil «  Source ») sont à placer entre la fin de phrase et le point final[comme ça].
- Les liens internes (vers d'autres articles de Wikipédia) sont à choisir avec parcimonie. Créez des liens vers des articles approfondissant le sujet. Les termes génériques sans rapport avec le sujet sont à éviter, ainsi que les répétitions de liens vers un même terme.
- Les liens externes sont à placer uniquement dans une section « Liens externes », à la fin de l'article. Ces liens sont à choisir avec parcimonie suivant les règles définies. Si un lien sert de source à l'article, son insertion dans le texte est à faire par les notes de bas de page.
- La présentation des références doit suivre les conventions bibliographiques. Il est recommandé d'utiliser les modèles {{Ouvrage}}, {{Chapitre}}, {{Article}}, {{Lien web}} et/ou {{Bibliographie}}. Le mode d'édition visuel peut mettre en forme automatiquement les références.
- Insérer une infobox (cadre d'informations à droite) n'est pas obligatoire pour parachever la mise en page.

Pour une aide détaillée, merci de consulter Aide:Wikification.
Si vous pensez que ces points ont été résolus, vous pouvez retirer ce bandeau et améliorer la mise en forme d'un autre article.
森下 suu
Œuvres principales
- A sign of Affection

Suu Morishita (森下 suu) est un duo de mangakas,. Leurs vrais noms restent anonymes. Ils sont originaires de la préfectures de Miyazaki où ils étaient camarades de classe au lycée,.
Makiro est responsable de l'histoire originale et Nachiyan est responsable du dessin.
Actuellement, ils travaillent avec Spica Works, une société tokyoïte qui n'embauche que des mangakas féminines.
Leur compte Instagram est mis à jour par Makiro et Twitter par Nachiyan.

## Biographie
Le 21 mai 2009, le duo est formé. Morishita Suu commence sa carrière avec Boku no Hoshi wo Kimi ni (僕の星を君へ). Avec cette première contribution, le duo remporte la première place lors du 57ème New Manga Seminar du magazine Margaret.
En 2010, Anote Kanote (あのて このて), leur quatrième travail, est sélectionné et remporte un prix.
Leur série Hibi Chouchou - Edelweiss et papillons (日々蝶々, Hibi Chōchō) débute en 2012. Il s'agit de leur première œuvre sérialisée, elle est publiée dans le Margaret. En 2013, la série est sélectionnée à la 4e place de section féminine du concours "Ce manga est incroyable ! 2014" (このマンガがすごい!2014). Au Japon, la série se termine en 2015.
Le manga en 12 volumes est paru en France aux éditions Panini entre 2015 et 2017.
Entre 2015 et 2019 est publiée leur série Short Cake Cake (ショートケーキケーキ), terminée en 12 volumes. La série est parue dans le Margaret.
Le 24 juillet 2019, début de la sérialisation de A Sign of Affection (ゆびさきと恋々 (Yubisaki to Renren) dans le Dessert.
En 2020, la série remporte divers prix :
- La 17e place dans la catégories comics du "Next Comic Award 2020" (次にくるマンガ大賞2020?)[4].
- La 11e place du "an・an Manga Award" (an・anマンガ大賞?).
- La 9e place dans l'édition féminine du "Kono Manga ga Sugoi ! 2021" (このマンガがすごい!2021?).

La série est publiée en France chez Akata, depuis 2021.
Depuis janvier 2024, une adaptation en anime produite par Ajia-do Animation Works. Une version française est disponible via la plateforme Crunchyroll.

## Publications
Tous les ouvrages, à l'exception de ceux mentionnés ci-dessus, sont publiés par Shueisha et Margaret Comics.
- まだ天の川にいけない (Mada Amanogawa ni Ikenai?). Publié le 25 août 2011[6]. Contient cinq histoires courtes :
  - まだ天の川にいけない (Mada Amanogawa ni Ikenai?). Prépublié dans le Margaret 2011 no 13.
  - 10年の雨 (10-Nen no ame?). Prépublié dans Margaret 2011 n°6 spécial "La personne avec qui je veux tout le temps être".
  - 恋に一番近い島 (Koi ni ichiban chikai shima?). Prépublié dans les Margaret  2010 no 24[7] et 2011 no 2.
  - 背中わって恋をする (Senaka wa tte koi o suru?). Prépublié dans le Margaret 2010 no 16.
  - せなかわって恋をする 番外☆ (Sena kawatte koi o suru bangai ☆?). Ajouté pour le volume relié.
- Hibi Chouchou - Edelweiss et papillons (日々蝶々, Hibi Chōchō?) . Prépublié dans le Margaret entre 2012 et 2015. 12 volumes.
- Short Cake Cake (ショートケーキケーキ?). Prépublié dans le Margaret entre 2015 et 2019. 12 volumes.
- 捕食系ヒロインにあと1年以内に食べられます (Hoshiku-kei hiroin ni ato 1-nen inai ni tabe raremasu?). Prépublié dans le Gangan ONLINE entre 2018 et 2020.
- A Sign of Affection (ゆびさきと恋々 (Yubisaki to Renren?). Prépublié depuis juillet 2019 dans le Dessert[8].
- わかメン 〜The Mineral Boys〜 (Wakamen 〜The Mineral Boys〜?). Prépublié en 2020 dans le Nakayoshi[9].

### Anthologie
- 東日本大震災チャリティー漫画本 PARTY! HANA (Party!: Hana - Nihon Daishinsai Charity Mangabon?)[b]. Un anthologie d'histoires courtes par les mangakas shojos des éditions Shueisha publiés dans le Margaret et dans le Ribon Shojo. Publié le 5 aout 2011[10].
  - スイーツな男子 パフェ (Sweet Boys Parfait?). Ajouté pour le volume relié.

### Illustrations, etc.
- おやすみ おはよ (Oyasumi Ohayo?). Nichiyan à illustré la pochette du deuxième album de Gothic×Luck et Makiro a écrit les paroles de la chanson 棘かくし (Toge Kakushi?). Sorti le 30 juin 2021
- BL塾 ボーイズラブのこと、もっと知ってみませんか? (BL juku bouizurabu no koto, motto shitte mimasen ka??). Illustration de la couverture. Sorti le 31 août 2021[11].
- 5分後にときめくラスト (5-Bu-go ni tokimeku rasuto?). Illustration de couverture du roman. Sorti le 27 juillet 2022[12].

### Collaboration
- リケンのわかめスープ (Riken no wakame supu?). Projet du 40e anniversaire de la Soupe Wakame Riken. Une collaboration avec les personnages de son manga わかメン 〜The Mineral Boys〜 (Wakamen 〜The Mineral Boys〜?)[13].

### Œuvres non incluses dans des volumes
- あのて このて (Anote Konote?). Publié dans le Margaret d'avril 2010.
- されど花鳥風月 (Saredo kachoufugetsu?). Publié dans le Margaret 2010 no 22, numéro spécial "Yokbari Margaret".
- ネイルの事情 (Neiru no jijou?). Publié dans le Margaret d'octobre 2011.
- まっすぐ!! 西内まりや (Massugu!! Nishiuchi mariya?). Publié dans le Margaret 2011 no 17 spécial "Seventeen Model Collection".
- 行ってきますのキス (Ittekimasu no kisu?). Publié dans le Margaret 2011 numéro 21 spécial "Everyone's Kiss".
- Straight Girl. Publié dans le Margaret 2012 n°2.
- クライスロッカの夜が降る (Kuraisurokka no yoru ga furu?). Publié dans le Margaret 2014 no 19 et Nikoichi Margaret 2016 no 4 combiné[14].
- 末端ケアを頑張れば恋が実るって知ってた? 東京末端ラブストーリー。 (Mattan kea o ganbareba koi ga minoru tte shitteta? Tokyo mattan rabusutori?). Publié dans le JJ d'octobre 2020.

## Personnes liées
- Setsuna Ousawa - En tant qu'assistante sur Hibi Chouchou - Edelweiss et papillons (日々蝶々, Hibi Chōchō?)[15],[16] et sur Short Cake Cake (ショートケーキケーキ?)[17].